# Oscar van Dillen
Oscar Ignatius Joannes van Dillen (født 25. juni 1958 i 's-Hertogenbosch) er en hollandsk komponist og dirigent.
Han var den første formand for Wikimedia i Holland og har også været formand for Wikimedia fra december 2006 til juli 2007.